# 댄싱 섀도우
댄싱 섀도우는 차범석의 희곡 산불을 신시컴퍼니가 각색해서 제작한 뮤지컬이다.
주제는 환경 보호이며, 개막 전 2006년에는 한국뮤지컬대상의 최우수상을 수상했다.

## 개막 장소
- 예술의전당 오페라극장 (2007.7.8~8.26) ※ 초연을 개막했다.

## 등장인물
- 나쉬탈라
- 솔로몬
- 신다
- 마마 아스터

## 평가
신시컴퍼니의 뮤지컬 중에서는 실패작 수준으로 가장 혹평받은 뮤지컬이다. 배우들의 연기력은 우수하지만, 작곡가인 에릭 울프슨의 어색한 국악 연주에 대한민국의 뮤지컬이라고는 알아볼 수 없는 내용이 많았었다.